# Port lotniczy Sztokholm-Skavsta
Port lotniczy Sztokholm-Skavsta (szwed.: Skavsta Flygplats) (kod IATA: NYO, kod ICAO: ESKN) – międzynarodowy port lotniczy położony w gminie Nyköping, 100 km na południe od Sztokholmu, obsługujący tanie linie lotnicze.

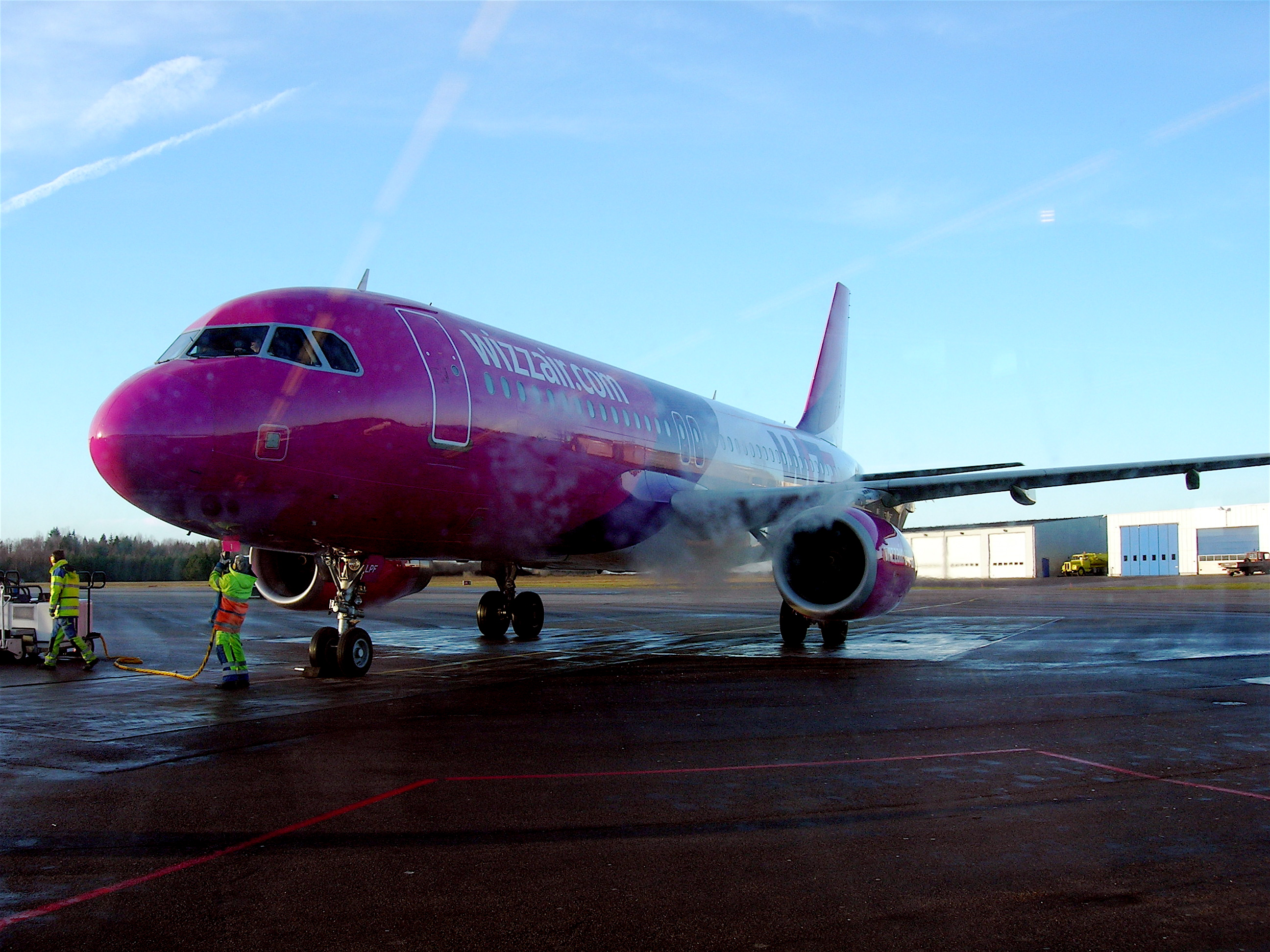
Airbus na lotnisku Skavsta Airport

Jest 4. co do wielkości portem lotniczym Szwecji i 2. co do wielkości portem obsługującym Sztokholm. Port lotniczy Sztokholm-Skavsta posiada dwie asfaltowe drogi startowe 08/26 (o długości 2878 m) i 16/34 (2039 m).

## Historia
Po II wojnie światowej lotnisko było wykorzystywane jako baza lotnicza do 1980, kiedy została podjęta decyzja o zamknięciu bazy.
W 1984 roku Rada Miasta Nyköping, gdzie znajduje się port lotniczy, postanowiła przejąć kontrolę nad lotniskiem i wznowić działalność. W związku z tym, w 1998 roku, Rada wystawiła 90% kapitału z lotniska na sprzedaż w celu wzmocnienia jego zarządzania handlowego i umożliwienie inwestycji na rozbudowę. Po zdobyciu kapitału przystąpiono do przebudowy lotniska Skavsta, który stał się drugim lotniskiem dla Sztokholmu i głównym dla mieszkańców, którzy mieszkają w okolicy, na południe od stolicy Szwecji.
Lotnisko ma pojemność 2,5 mln pasażerów rocznie i jest przeznaczony do rozbudowy w przyszłości. Jest własnością ADC & HAS, tej samej firmy, która jest właścicielem Belfast International Airport, Orlando Sanford International Airport, Portu lotniczego Daniel Oduber, Portu lotniczego Mariscal Sucre i Portu lotniczego Juan Santamaria.

## Usługi
Usługi dostępne dla pasażerów to: kantor, bankomaty, Biura Rzeczy Odnalezionych, poczta. W toaletach znajdują się przewijaki dla dzieci. W całym terminalu jest dostęp do internetu.

## Linie lotnicze i połączenia
| Linia lotnicza        | Kierunek                                                                                 |
| --------------------- | ---------------------------------------------------------------------------------------- |
| Lumiwings             | 1. Tuzla                                                                                 |
| Norwegian Air Shuttle | 1. Alicante 2. Malaga Sezonowo: 1. Palma de Mallorca (od 1 maja 2024)                    |
| Wizz Air              | 1. Belgrad 2. Bukareszt 3. Kraków-Balice 4. Skopje 5. Sofia 6. Tirana 7. Warszawa-Okęcie |

## Transport

### Samochód
Wynajem samochodów jest dostępny z wypożyczalni Avis, Budget Rent A Car, Europcar, Hertz i Sixt. Taksówki muszą być wcześniej zarezerwowane, a podróż trwa około 80 minut do centrum Sztokholmu i kosztuje około 1400 koron szwedzkich. Zarówno krótko i długoterminowe parkingi są dostępne. Do terminalu można łatwo dojść pieszo ze wszystkich miejsc parkingowych.

### Autokar i autobusy
Autokary lotniskowe Flygbussarna odjeżdżają co godzinę bezpośrednio między lotniskiem Skavsta i City Terminal w Sztokholmie (ok. 90 min czasu podróży). Są też autobusy lotniskowe do Södertälje, Linköping, Norrköping i do lokalnych przystanków w południowej części Sztokholmu. Lokalne autobusy są dostępne również do centrum miasta Nyköping.

### Pociąg
Lokalny dworzec kolejowy Nyköping znajduje się 7 km od lotniska. Obsługuje pociągi regionalne na linii Linköping-Sztokholm-(Gävle).